# Johnny Hansen (football, 1966)
Pour les articles homonymes, voir Johnny Hansen.
Johnny Hansen est un joueur de football danois né le 11 juillet 1966 à Odense. Il a remporté la Coupe des confédérations 1995.

## Biographie

### Rôle de remplaçant à Odense
Hansen est formé à l'OB Odense. Bien qu'il intègre l'équipe pro de l'équipe en 1986 il se contente du banc de touche et de l'équipe réserve. Il dispute finalement son premier pro le 24 mars 1991 contre l'AGF Aarhus (0-0). Cette première saison voit le club finir dernier mais il se maintient en terminant deuxième des playoffs de relégation.

### Aventure hollandaise
Hansen est transféré à l'Ajax au début de la saison 1992-1993. Amsterdam finit 3e et se qualifie pour la Coupe d'Europe des vainqueurs de coupe de football 1993-1994 où ils se feront éliminer par le Parme AC ; Hansen revient à Odense au début de l'année 1994 et ne pourra pas savouré un titre de champion des Pays-Bas que remportera l'Ajax.

### Retour au pays
Hansen fait un retour de choc en 1994 en jouant quatorze matchs et en inscrivant un but, le club finit 4e et fait un parcours mémorable en Coupe UEFA 1994-1995 en éliminant le Real Madrid en huitième de finale mais se fait sortir en quart par le Parme AC ; le club finit 8e de son championnat et se qualifie pour la Coupe Intertoto 1995. Le club finit 3e de la saison 1995-1996.
Hansen quitte pour la seconde fois Odense et se dirige vers le Silkeborg IF. La première saison le voit terminer 6e du championnat mais le club finit 2e en 1997-1998 et décroche son billet pour la Coupe UEFA 1998-1999 qui s'achève en 32e pour le club danois. La saison 1998-1999 est moyenne avec une 9e position. Il quitte le club pendant le mercato d'hiver 1999-2000 et fait la seconde partie de saison avec l'Esbjerg fB ; le club finit dernier et Hansen revient au Silkeborg IF.
La saison 2000-2001 est sa dernière ; le club finit 3e.

## Palmarès
- Coupe du Danemark de football : 1991
- Coupe des Pays-Bas de football : 1993
- Coupe des confédérations 1995